# DirectVobSub
DirectVobSub, anteriormente conocido como VSFilter, es un complemento para Microsoft Windows (un filtro DirectShow) que es capaz de leer archivos de subtítulos externos y de superponerlos en un archivo de video en reproducción.
DirectVobSub / SFilter formaban parte de una aplicación más amplia conocida como VobSub que era capaz de extraer subtítulos de un vídeo DVD y de crear subtítulos basados en texto. La última versión de VobSub fue la versión 2.23, tras la cual cesó el desarrollo de VobSub. VSFilter era una parte del proyecto guliverkli en SourceForge. No obstante, el desarrollo acabó en 2005 con la versión 2.37. En 2007, se convirtió en una parte del proyecto Guliverkli2, ahora conocido como DirectVobSub, que comenzó con la versión 2.38.

## Formatos de subtítulos
| Nombre del formato                         | Extensión        |
| ------------------------------------------ | ---------------- |
| VobSub                                     | pareja .sub/.idx |
| SubStation Alpha/Advanced SubStation Alpha | .ssa/.ass        |
| SubRip                                     | .srt             |
| MicroDVD                                   | .sub             |
| SAMI                                       | .smi             |
| PowerDivX                                  | .psb             |
| Universal Subtitle Format                  | .usf             |
| Structured Subtitle Format                 | .ssf             |